# Georges Péladan
Pour les articles homonymes, voir Péladan.
Georges Péladan (Jòrdi Peladan en occitan) est un écrivain et mathématicien français né le 20 mai 1938.

## Biographie
Né le 20 mai 1938 à Alès, Georges Péladan a enseigné les mathématiques à l'université de Montpellier. Il a aussi enseigné l'occitan.
Outre plusieurs ouvrages littéraires, on lui doit une édition de l'œuvre de Gustave de La Fare-Alais, Las Castagnados ainsi qu'un manuel de mathématiques en occitan, Aisinas matematicas.
Sa fille Corinne dirige la calandreta de Nîmes.

## Ouvrages
- (oc) Rachid de la Cevena, Nîmes, Maison pour l'animation et la recherche populaire occitane, 1996  (ISBN 2-907690-10-8).
- (oc) De mar, de vila, de mont: contes per bèles, Nîmes, Maison pour l'animation et la recherche populaire occitane, 2005  (ISBN 2-907690-28-0).
- (oc) A planta cotelet: roman, Puylaurens, Institut d'estudis occitans, 2018  (ISBN 978-2-85910-592-1).
- (oc) L'anèl de la serpnassa de Joan- Frederic BRUN, traduction française. 2016. Voir le pdf en ligne : http://vissec.free.fr/AnelSerpnassaOccitanFrancais.pdf